# Obelisco de Dalhousie
El Obelisco de Dalhousie (en chino:  达豪施纪念碑; en inglés: Dalhousie Obelisk) es un obelisco conmemorativo en el Barrio Cívico de Singapur, situado en la orilla norte del río de Singapur en el Downtown Core, dentro de la zona central, en el distrito central de negocios de Singapur.
El obelisco está situado en Empress Place, cerca del Museo de las Civilizaciones de Asia y el Teatro y sala de conciertos Victoria, y el Puente de Anderson, cerca de la desembocadura del río Singapur.
El Obelisco de Dalhousie fue construido para conmemorar la segunda visita a Singapur, en febrero de 1850, del Marqués de Dalhousie.